# 山崎修
山崎 修（やまざき おさむ、 1964年12月25日 - ）は、日本の実業家。フリースタイルスキー・モーグル選手、モーグル解説者。石・アート創業者。1992年アルベールビルオリンピック代表。北海道滝川市出身。北海道砂川南高等学校卒業。

## 経歴
1980年代から日本のフリースタイルスキーの第一人者として活躍。全日本フリースタイルスキー選手権大会モーグル優勝3回。1992年、アルベールビルオリンピックに出場。日本人として初めてモーグル競技に出場した。その後は引退し、インストラクターなどとして活躍。1998年長野オリンピックに際し、モーグル競技の解説を行った。
現在は家業である山崎石材工業の代表取締役専務。また、石・アートを設立し、新進気鋭の実業家としても活躍している。

## 主な出演番組
- 1994年リレハンメルオリンピック
- 長野オリンピック（日本放送協会）